# François-Édouard Picot

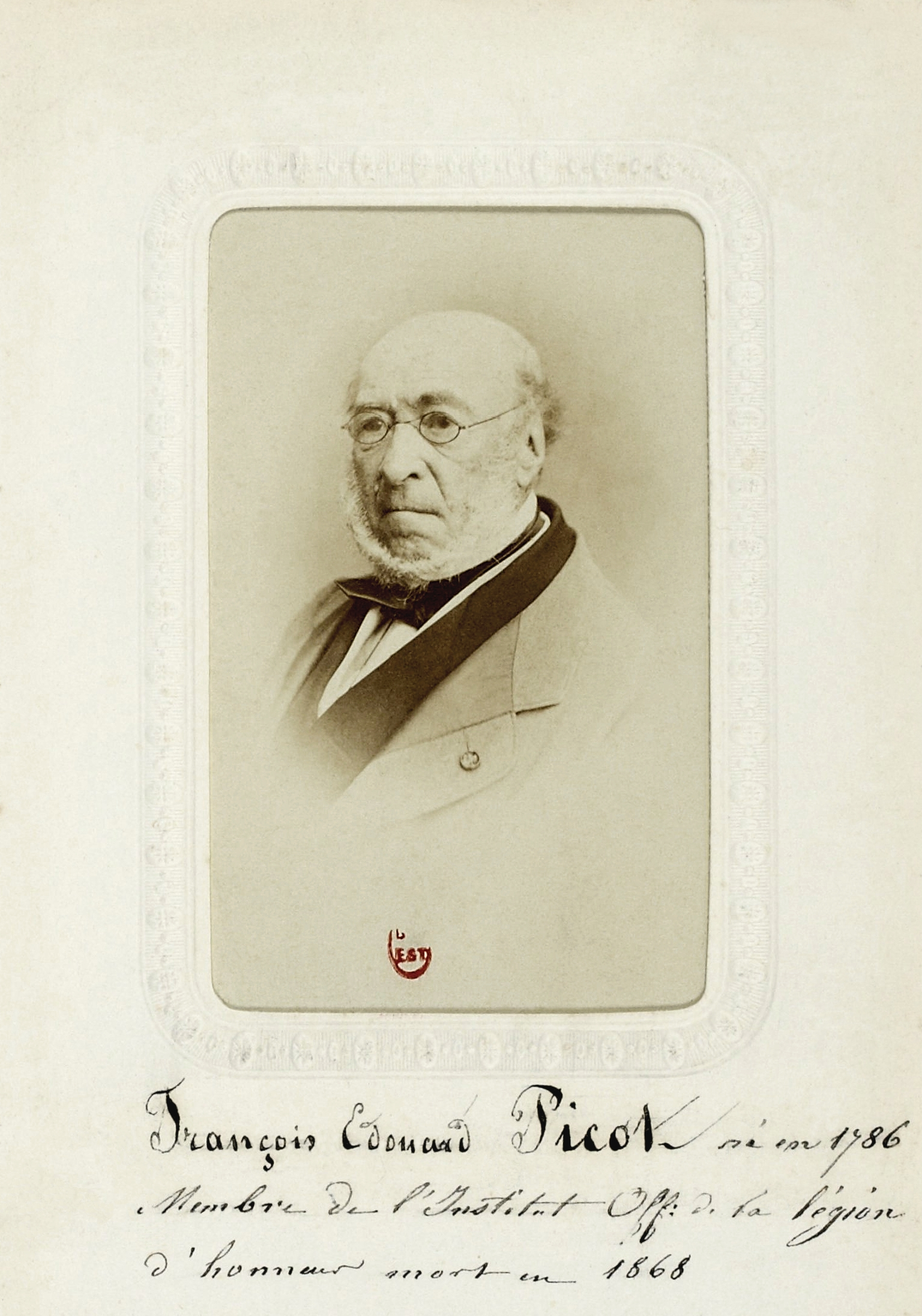
François-Edouard Picot, ca. 1865

François-Édouard Picot (Parijs, 10 oktober 1786 - Parijs, 15 maart 1868) was een Frans kunstschilder.

## Biografie

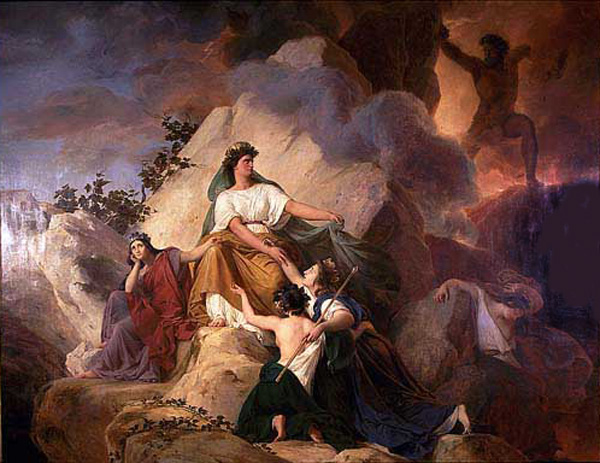
Cybèle beschermt Stabiae, Herculanum, Pompéi en Résina tegen Vesuvius, privécollectie

François-Édouard Picot was de zoon van François-André Picot, brodeur in dienst van Napoleon Bonaparte. Hij genoot een kunstzinnige opleiding en bracht zijn jeugd door te midden van kunstenaars die voor Napoleon werkten.  Op veertienjarige leeftijd trad hij toe tot het atelier van Léonor Mérimée, secretaris van de Académie des Beaux-Arts en kreeg hij les van François-André Vincent. Verder kreeg hij les van Ingres.
Hij won in 1811 een tweede prijs in het concours om de Prix de Rome. In 1813 won hij de eerste prijs ging studeren aan de Villa Medici. Zijn eerste bekende werk is uit 1813, Rencontre d'Énée et de Vénus près de Carthage, tegenwoordig te zien in het Koninklijke Musea voor Schone Kunsten van België. 
François-Édouard Picot schilderde in 1817 het doek Amor y Psyche, waarmee hij een gouden medaille won en dat aangekocht werd door de hertog van Orléans. In 1824 stelde hij opnieuw tentoon op de Parijse salon, met onder andere Raphael et la Fornarine. Hij ontving hierna onderscheiden door de Franse overheid met een benoeming in het Legioen van Eer. 
Hij schilderde twee plafonds van zalen in het Louvre, destijds het musée Charles X, waarvan één in het Egyptisch museum voorstellend l’Etude et le Genie. Voor Lodewijk Filips I van Frankrijk schilderde hij verschillende doeken voor het paleis van Versailles, waaronder de Inname van Calais (1838). 
Hij schilderde vele religieuze voorstellingen in opdracht van kerken zoals de Dood van Saffira voor de Saint-Sulpice,  Genoveva van Parijs doet haar kuisheidsgelofte voor de Saint-Merri, voor de Sainte-Clotilde, de Saint-Denis-du-Saint-Sacrement, de Saint-Vincent-de-Paul waarbij hij samenwerkt met Jean-Hippolyte Flandrin en Pierre-Nicolas Brisset. Hij schilderde een voorstelling van de Heilige Maagd voor de Notre-Dame-de-Lorette voor de gelijknamige kapel, die contrasteert met de meer traditionele religieuze voorstellingen van Jacques Louis David in dezelfde kerk. 
Buiten Parijs werkt hij voor de kathedraal van Lyon en voor de kathedraal Saint-Louis de la Rochelle. 
In 1836 werd hij toegelaten als lid van de Académie des Beaux-Arts.

## Leerlingen
| - Alexandre Cabanel - Alexandre Jacques Chantron - Alphonse de Neuville - Charles Alexandre Crauk - Charles-Antoine Flajoulot - Charles-Camille Chazal - Claudius Popelin - Édouard Cibot - Édouard Théophile Blanchard - Edwin White - Elihu Vedder - Émile Lévy - Étienne Prosper Berne-Bellecour - Félix Giacomotti - François-Léon Benouville | - Georges Clairin - Guillaume-Charles Brun - Gustave Droz - Gustave Guillaumet - Gustave Moreau - Hector Leroux - Henri Coroenn - Henri-Léopold Lévy - Henry Stacy Marks - Isidore Pils - Jean-Achille Benouvill - Jean-Jacques Henner - Jehan Georges Vibert - Jozef Israëls | - Jules Eugène Lenepveu - Léon Perrault - Léon Belly - Louis Héctor Leroux - Paul Léon Aclocque - Philip Hermogenes Calderon - Pierre-Nicolas Brisset - Theodor Aman - Théophile-Narcisse Chauvel - Ulysse Butin - Victor Mottez - William-Adolphe Bouguereau |

## Galerij

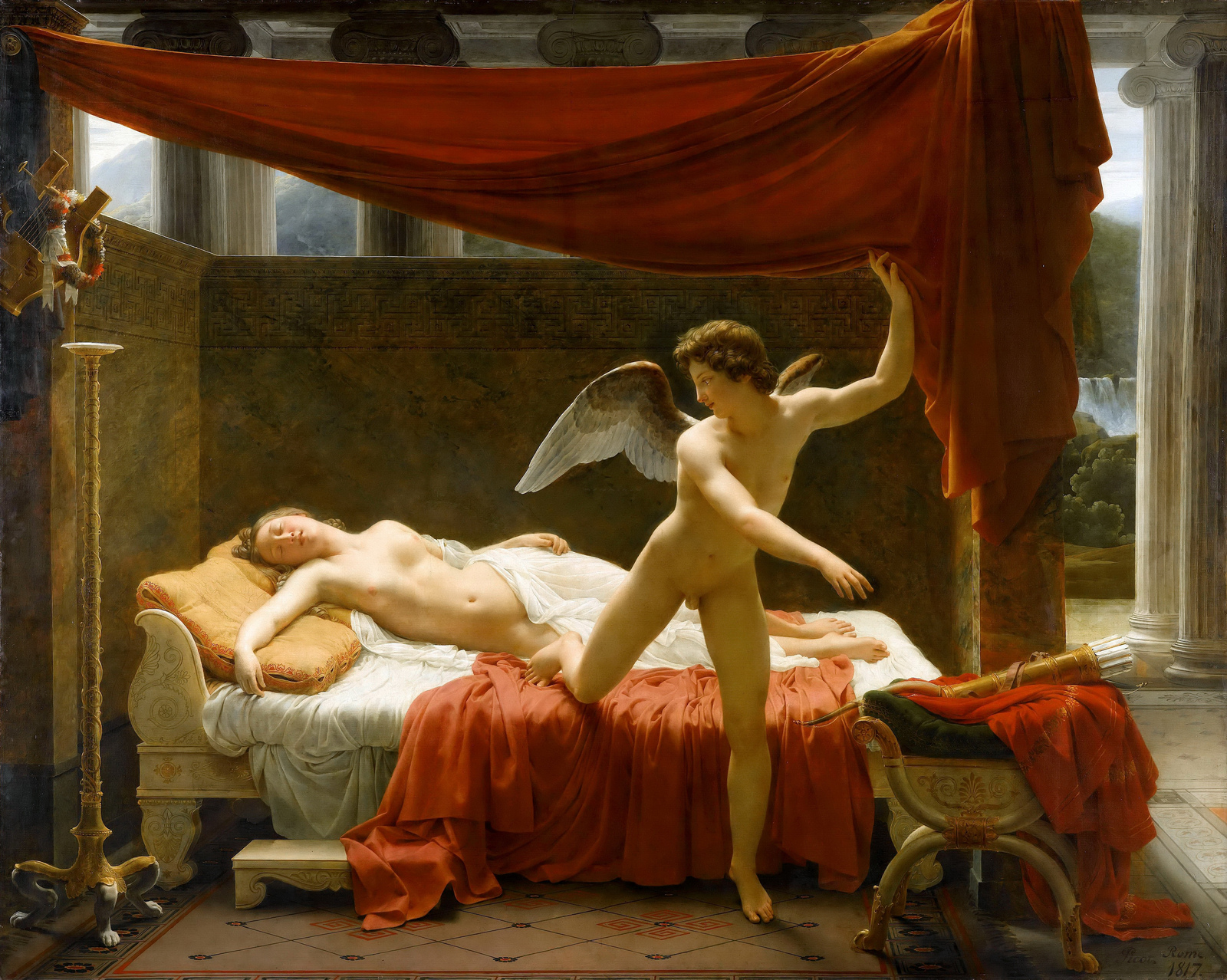
L'Amour et Psyché, 1817, Musée du Louvre
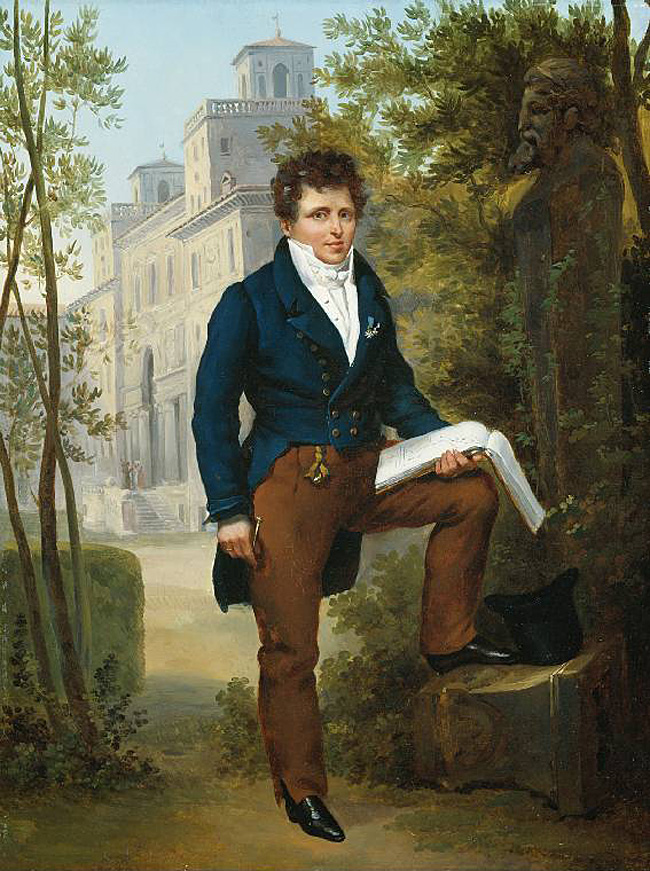
Portret van Nicolas-Pierre Tiolier, ca. 1817
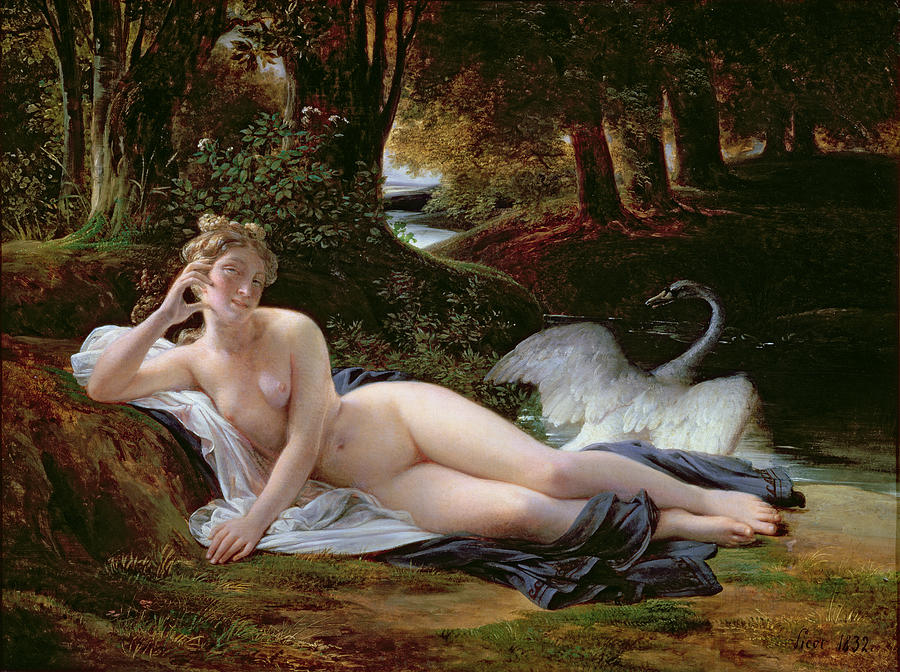
Léda, 1832
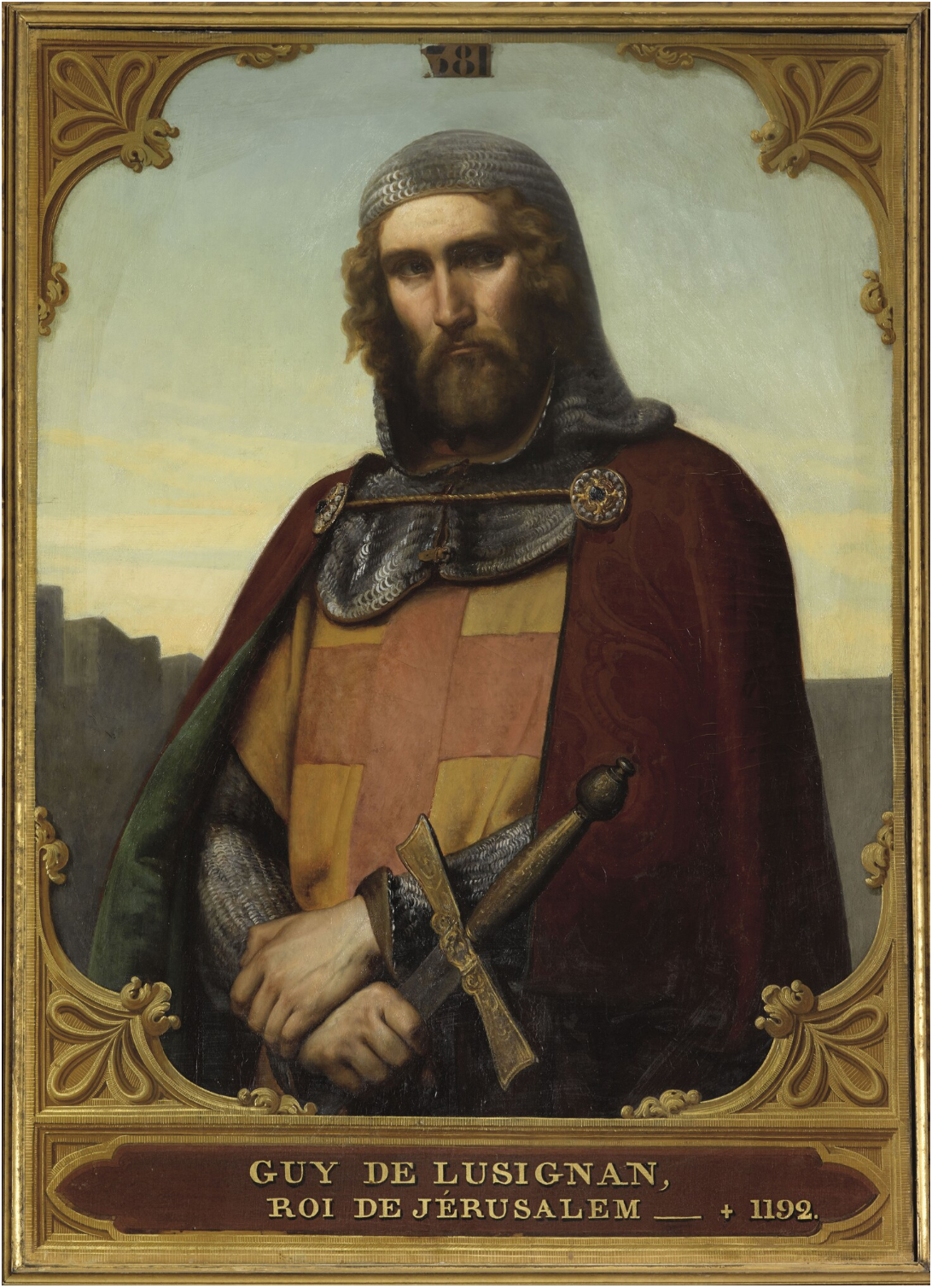
Guy de Lusignan (1159-1194), (ca. 1843), Salles des Croisades, Kasteel van Versailles
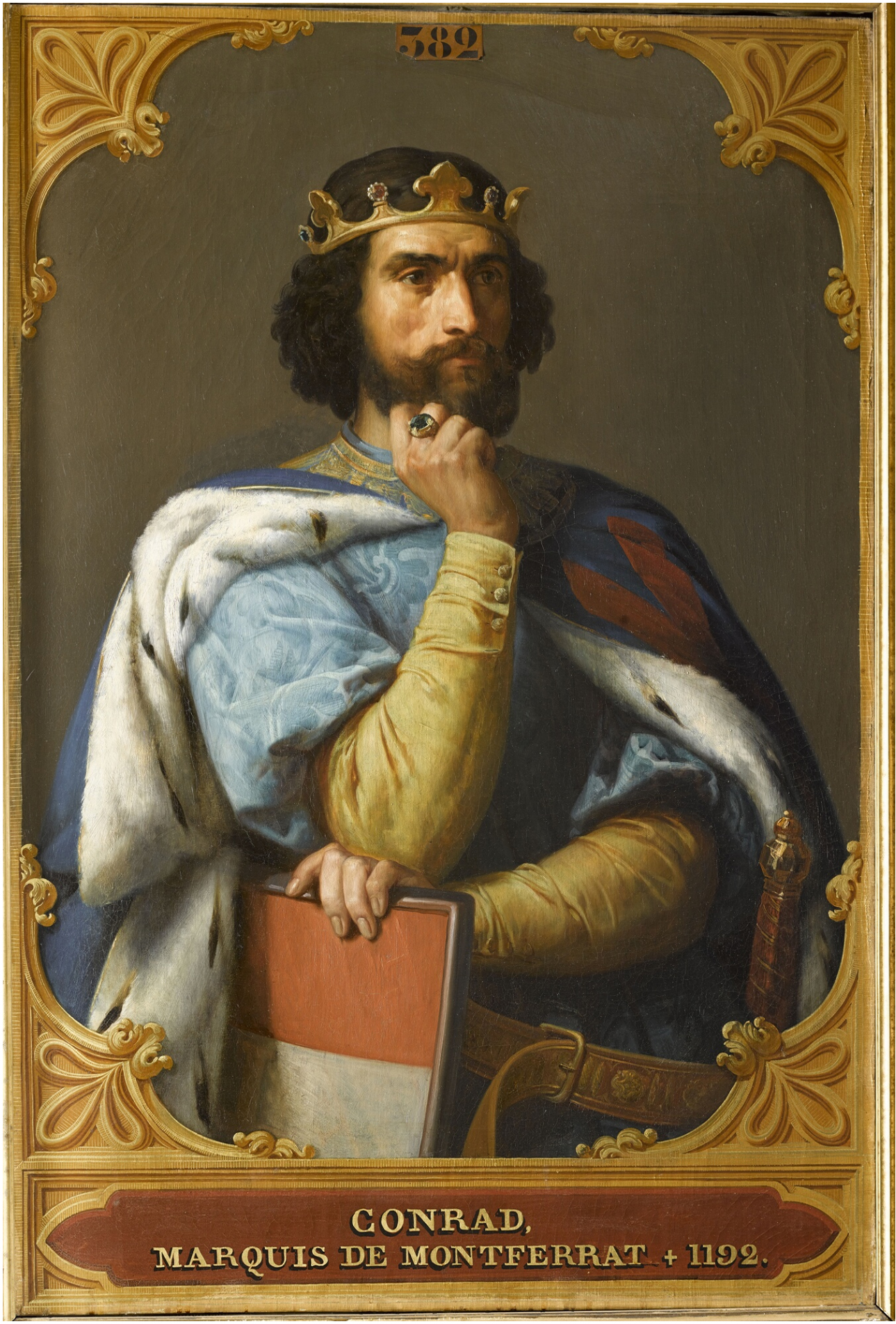
Conrad de Montferrat, Salles des Croisades, Kasteel van Versailles

- Bibliothèque nationale de France: cb149623166 (data)
- Gemeinsame Normdatei: 117687111
- International Standard Name Identifier: 0000 0000 6661 716X
- RKD-Nederlands Instituut voor Kunstgeschiedenis: 63340
- SNAC: w6h42c96
- Système universitaire de documentation: 122581199
- Union List of Artist Names: 500027989
- Virtual International Authority File: 34726702
- WorldCat: E39PBJp9qmH3tXtFqdPdQbymVC